# Babirussa
Les babirusses (Babyrousa) són un gènere de la família dels porcs (súids) que viuen a Wallacea (Indonèsia). El gènere és monotípic dins de la subfamília dels babirusins (Babirousinae), tot i que a vegades es considera que formen una tribu dins de la subfamília dels suïns. Fins fa poc es creia que tots els membres d'aquest gènere formaven part d'una única espècie —la babirussa de Buru—; però, després de la separació en diferents espècies, aquest nom científic està restringit a la babirussa de Buru, de les illes de Buru i Sula, mentre que l'espècie més coneguda —la babirussa de Sulawesi— s'anomena B. celebensis.

## Espècie
- - Babirussa de Buru, Babyrousa babyrussa
  - †Babyrousa bolabatuensis (subfòssil)
  - Babirussa de Sulawesi, Babyrousa celebensis
  - Babirussa de les illes Togian, Babyrousa togeanensis